# Lester Cuneo
Lester Cuneo, né le 25 octobre 1888 à Chicago (Illinois) et mort le 1er novembre 1925 à Los Angeles (Californie), est un acteur et producteur de cinéma américain.

## Biographie
Lester Cuneo débute au cinéma en 1912 dans des comédies. Il se tourne ensuite vers le western, puis interprète plusieurs rôles dramatiques.
Il épouse l'actrice Francelia Billington en 1920. Il se suicide d'une balle dans la tête en 1925.

## Filmographie partielle

### Comme acteur
- 1912 : Sons of the North Woods
- 1912 : According to Law d'Otis Thayer
- 1912 : The Double Cross d'Otis Thayer
- 1912 : An Unexpected Fortune d'Otis Thayer
- 1912 : An Equine Hero d'Otis Thayer
- 1912 : A Cowboy's Mother d'Otis Thayer
- 1913 : The Stolen Moccasins de William Duncan
- 1913 : Made a Coward de William Duncan
- 1914 : By Unseen Hand de William Duncan
- 1914 : The Renegade's Vengeance de William Duncan
- 1914 : A Mix-Up on the Plains de William Duncan
- 1914 : The Way of a Woman de Wallace Reid
- 1914 : A Friend in Need de William Duncan
- 1916 : Le Pirate du Saint-Laurent (The River of Romance) de Henry Otto
- 1917 : Le Jardin du paradis (Paradise Garden) de Fred J. Balshofer
- 1920 : Desert Love de Jacques Jaccard
- 1922 : The Masked Avenger
- 1922 : The Devil's Ghost
- 1923 : The Zero Hour
- 1924 : The Lone Hand Texan
- 1925 : Hearts of the West
- 1925 : Range Vultures

### Comme producteur
- 1920 : Lone Hand Wilson
- 1921 : The Ranger and the Law
- 1924 : The Lone Hand Texan
- 1925 : Hearts of the West